# Jean-Claude Perreau
Jean-Claude Perreau, né le 24 juillet 1942 à Châteauroux, est un footballeur français ayant fait presque toute sa carrière à La Berrichonne de Châteauroux.

## Biographie
Pur produit de la Berrichonne de Châteauroux, où il fait ses débuts en minime, Jean-Claude Perreau est un élément important de l'effectif castelroussin dans les années 1960. Naturellement doué, il est sélectionné cadet de l'Indre puis gravit les échelons un à un. Junior, il est déjà en équipe première alors en DH Centre et participe, sous les ordres d'Albert Dubreucq, à la montée en Championnat de France amateur en 1960. Il connaît ensuite la grande époque de la Berrichonne et participe notamment à la seconde poule finale disputée par le club berrichon. En désaccord avec l'entraîneur du moment, Robert Vicot, il décide de quitter le club de ses débuts au terme de la saison 1968-1969. L'expérience tentée à Cholet n'est pas heureuse et il décide de revenir à son club d'origine. Sous la direction d'André Strappe, Perreau regagne sa place au milieu de terrain et devient le chouchou du public mais aussi de ses dirigeants.

## Statistiques
Jean-Claude Perreau prend part à 55 matchs de Division 2 et inscrit 6 buts.